# 阿伦斯多夫 (克滕)
阿伦斯多夫（德語：Arensdorf）是德国萨克森-安哈尔特州安哈尔特-比特费尔德县的一个村庄，属于克滕。